# Rufo
Rufo ("Vermelho") foi um cristão do primeiro século mencionado em Marcos 15:21:9 com seu irmão Alexandre, cujo pai "Simão, um Cireneu" foi obrigado a ajudar a carregar a cruz que o Senhor Jesus Cristo foi crucificado. De acordo com Easton ele foi, provavelmente, o mesmo Rufo mencionado em Romanos 16:13:9, cuja mãe, (assim como a mãe de Paulo,) estavam entre aqueles a quem Paulo enviou saudações em sua epístola aos Romanos.